# Cementiri de Chauchilla

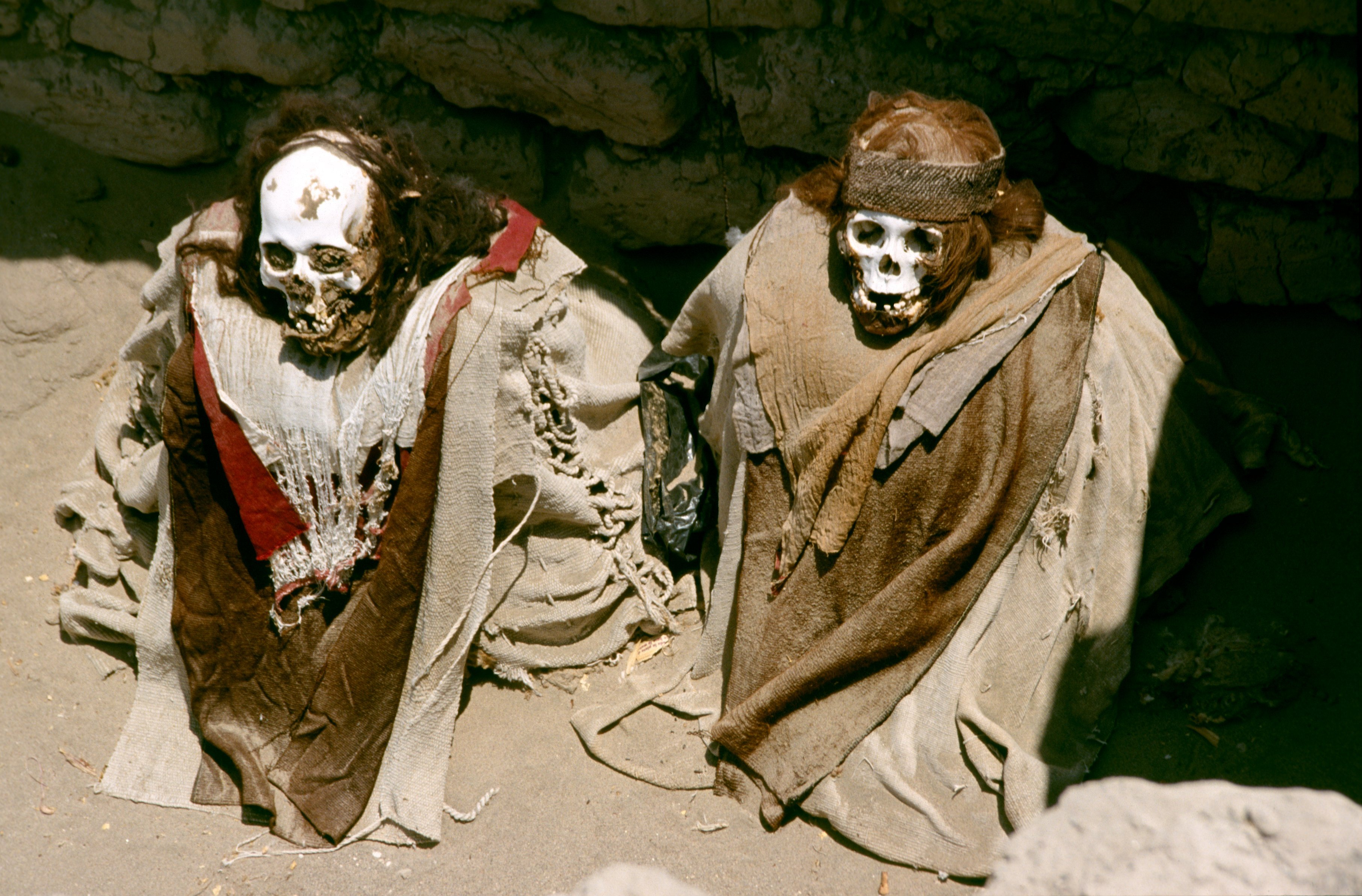
Mòmies i restes arqueològiques al cementiri de Chauchilla.

El cementiri de Chauchilla està situat a uns 30 km de la ciutat de Nazca, al departament d'Ica, al Perú.
Es tracta d'una necròpolis d'època preinca, descoberta durant la dècada de 1920. Algunes fonts la relacionen amb l'antiga Cultura Huari i altres amb la Cultura Nazca que van florir a la zona entre el segle ii aC. i el segle ix de la nostra era. Al cementiri es poden veure restes de l'antiga civilització, fragments de ceràmica, tèxtils i mòmies.
Les mòmies es troben en un bon estat de conservació malgrat la seva antiguitat i en moltes d'elles es poden veure encara restes de cabells i fins i tot una mica de pell. La conservació ha estat possible, en part, gràcies al clima àrid del desert de Nazca on està enclavat el cementiri.
Es tracta d'un jaciment a l'aire lliure, la zona ha patit el continu atac dels saquejadors, cosa que ha fet desaparèixer la majoria dels tresors arqueològics. No obstant això, des 1997, la zona està protegida i ha esdevingut un jaciment arqueològic oficial.

## Procés de Momificació
A l'antic Perú la creença en una nova vida després de la mort, o en tot cas en la reencarnació del cos físic feia que el cos passés per un rigorós procés de momificació. El procés consistia primer en la deshidratació de l'individu exposant el cos a la intempèrie durant l'estiu, i pel foc lent durant l'hivern per tal d'extreure el líquid corporal que tenia i posteriorment s'extreien els òrgans interns.